# Жаксалыкова, Дамеля Мукановна
Дамеля (Джамеля) Мукановна Жаксалыкова (14 декабря 1938 — 9 ноября 2001) — свинарка зерносовхоза «Кустанайский» Кустанайской области, Герой Социалистического Труда (7 марта 1960).

## Биография
Родилась в пос. Елшанка Комсомольского района (ныне - Карабалыкский район) Кустанайской области.
Росла без отца - Мукан Жаксалыков не вернулся с фронта. Мать Дамели  Мерует Жаксалыкова (1905 г.р.) осталась одна с тремя дочерьми:(Саруар; 1936 г.р.), Дамелей и Кульзадой (1942 г.р.).
Окончила среднюю школу, работала в пос. Елшанка, который был Пятым отделением зерносовхоза «Кустанайский».
7 марта 1960 присвоено звание Героя Социалистического Труда.

Её имя и производственные достижения упоминаются в выступлении Никиты Хрущёва на совещании передовиков сельского хозяйства Целинного края (г. Акмолинск, 14 марта 1961 года):
"Больших результатов добилась молодая свинарка совхоза «Кустанайский» Дамеля Жаксалыкова. Она замечательно трудится и показывает пример для нашем молодежи. Ей присвоено звание Героя Социалистического Труда. (Аплодисменты.) Подумайте, товарищи, она первая девушка-казашка, которая, откликнувшись на призыв партии, пошла работать на свиноферму. В прошлом году Дамеля вырастила 1277 свиней и добилась среднесуточного привеса 600 граммов. А ведь ей трудно пришлось. Вначале родные неодобрительно отнеслись к ее поступку. Но у девушки хватило мужества не только отбросить вековые предрассудки, но и переубедить своих родственников."
Внедрила автопоилки и самокормушки, первая применила метод группового содержания скота.
Вышла замуж за односельчанина Ивана Рогальского (Рогольского), который работал трактористом. Вместе воспитали троих сыновей: Евгения (1960 г.р., погиб в 1993), Юрия и Валерия (оба умерли в 2001).
Последние упоминания о Дамеле Мукановне в книгах и центральной прессе относятся к 1963 году. Она работала на свиноферме до выхода на пенсию.
Похоронена в пос. Елшанка.